# 젠 엑스 캅
《젠 엑스 캅》(영어: Gen-X Cops)/(중국어: 特警新人類)은 홍콩에서 제작된 진목승 감독의 1999년 액션 영화이다. 사정봉, 풍덕륜, 이찬삼, 엽패문, 증지위 등이 주연으로 출연하였다.

## 출연
- 사정봉 - 잭
- 풍덕륜 - 맥취
- 이찬삼 - 에일리언
- 엽패문 - Y2K
- 증지위 - 진반장
- 성룡 - 낚시꾼
- 우진우 - 로빈

## 기타
- 미술: 여가안
- 의상: 여가안
- 무술연출: 이충지

## SBS 성우진 (2002년 10월 27일)
- 홍시호 - 잭(사정봉) / 낚시꾼(성룡)
- 김환진 - 에일리언(이찬삼)
- 김영선 - 매취(풍덕륜)
- 권혁수 - 진반장(증지위) / 공룡(임가동)
- 윤성혜 - Y2K(입패문)
- 홍성헌 - 아카도라(나카무라 토오루)
- 오인성 - 다니엘(오언조)
- 이종혁 - 두반장(진호)
- 윤병화 - 로빈(우진우)
- 문옥현 - 경찰서장(임소음)
- 이재정 - 행사 사회자(종결남)
- 윤복성 - 다니엘의 부하(윤자유)
- 박광숙 - 공룡의 여친(채요민)
- 김나연 - 헤이즈(옥숙미)